# 福建薌劇

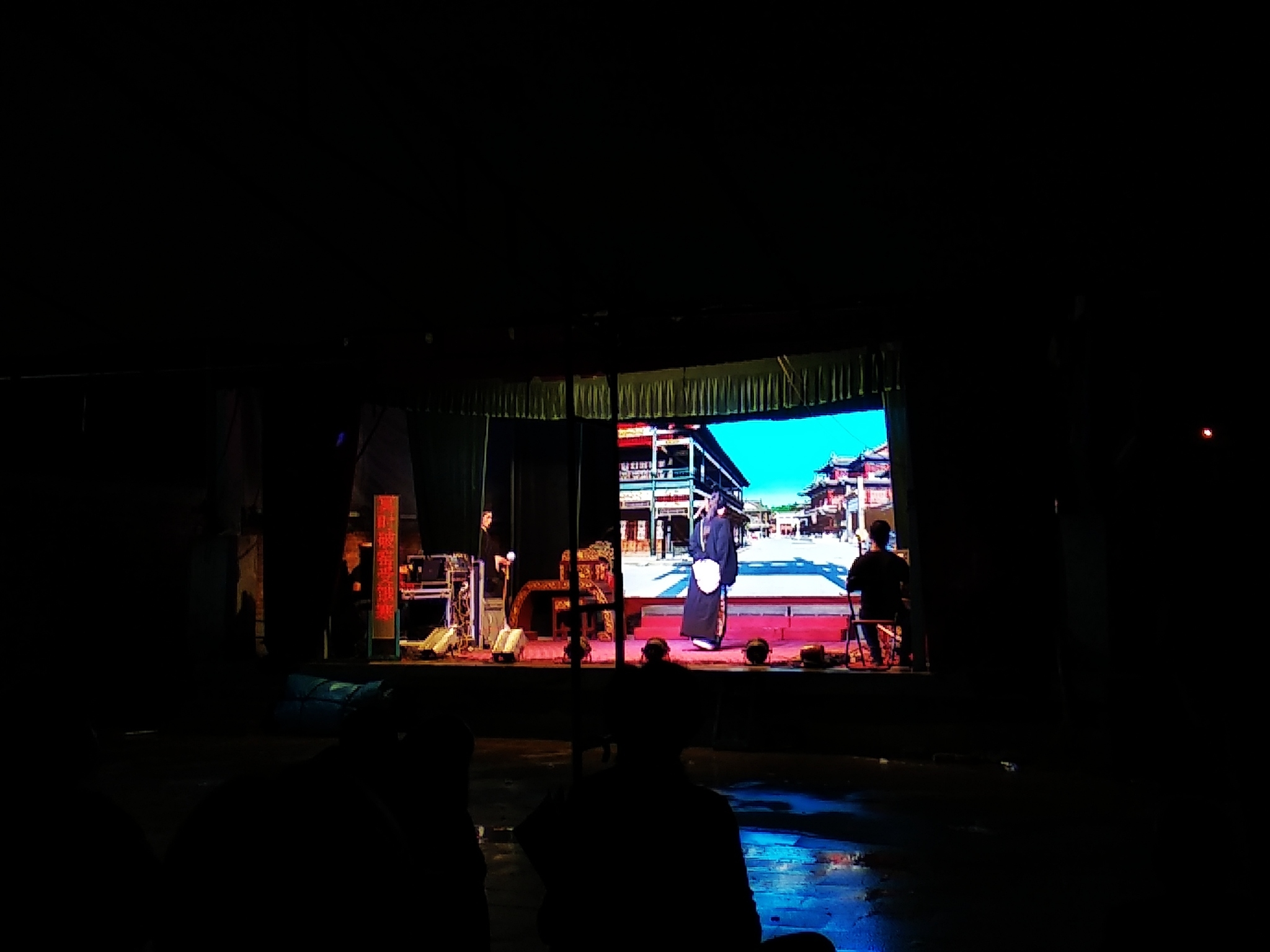
薌劇（歌仔戲）於外台演出

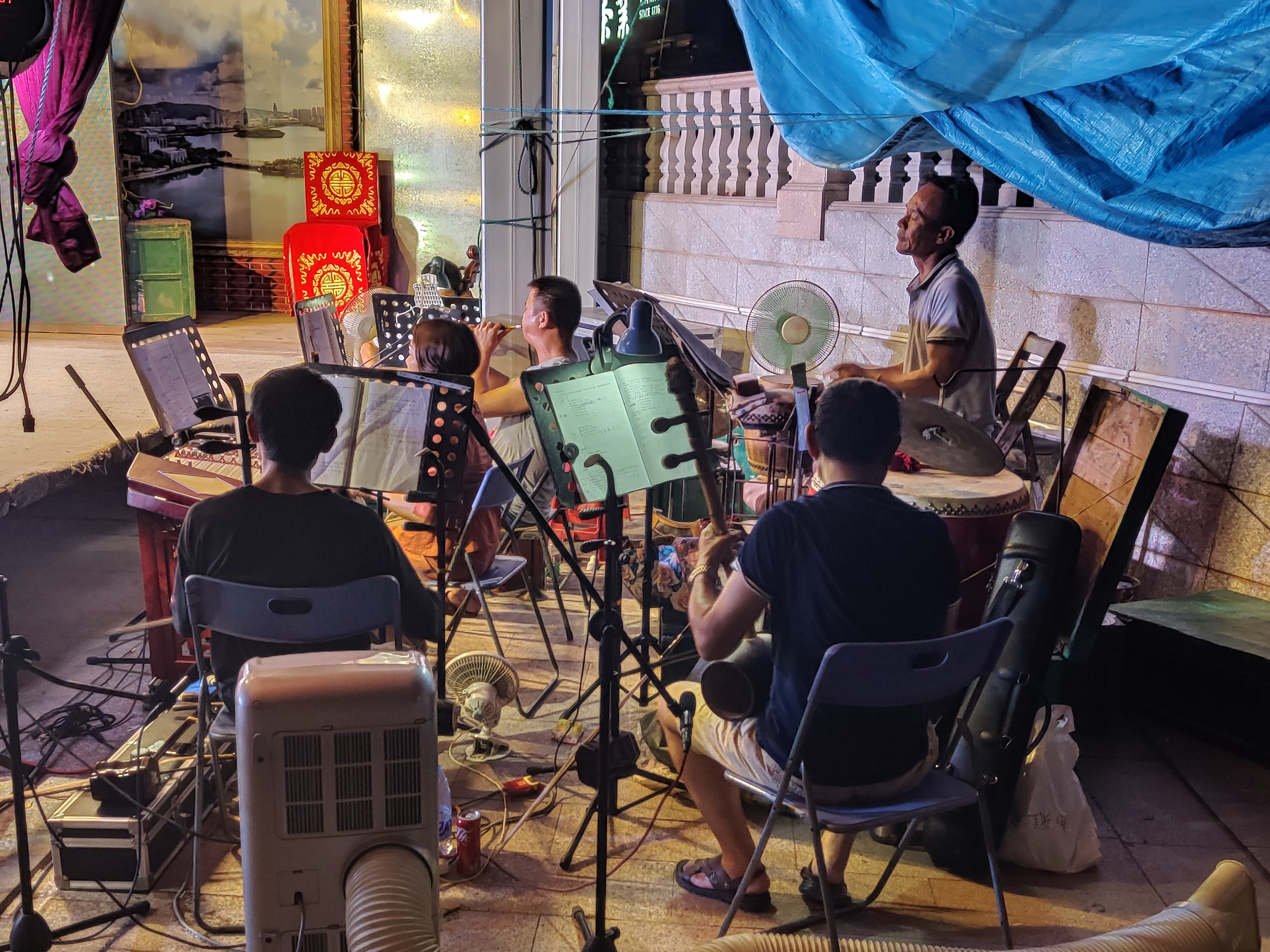
薌劇（歌仔戲）後場樂隊

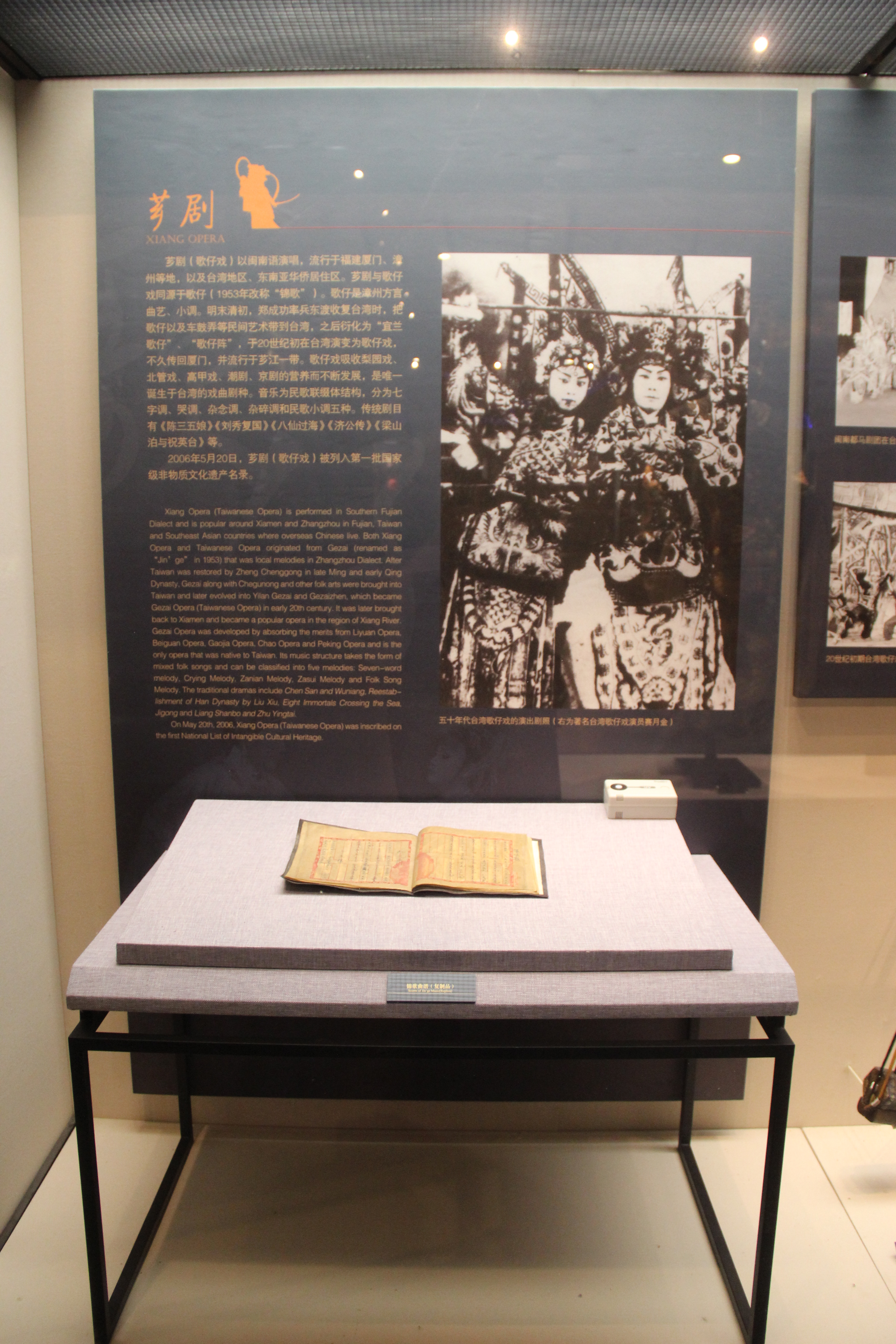
福建博物院關於薌劇的介紹

福建薌劇（閩南語：Hok-kiàn hiong-kio̍k）是二十世紀初葉發源於宜蘭的臺灣歌仔戲分支，是福建省漳州市、廈門市、泉州市地方傳統戲劇，閩南語系的傳統地方戲劇之一。臺灣歌仔戲在傳入福建後，在當地稱為薌劇。歌仔戲在台灣正式成型時，傳採用福建漳州一帶的「歌仔」；「歌仔」又稱「雜錦歌」、「什錦歌」、「錦歌」。錦歌是什錦歌之簡稱；1953年，中國福建省文化廳決定將流傳於漳州九龍江，又稱薌江，當地的臺灣歌仔戲正式稱為「薌劇」。編印發行《閩南民間音樂資料彙刊》時，因「什錦」一詞過於粗俗，書中略稱為錦歌。以早在閩南有歌仔，沒有「錦歌」。而九龍江在龍海縣石碼地域一段被稱為錦江。因政治考量，曾刻意稱當地的歌仔為「錦歌」，並視之為歌仔劇的根源）。乃是吸收民間小戲與民謠曲調而來，以七字或五字組成一句，每四句組成一段，由方言俚語演唱來說故事的一種民歌。

## 歷史沿革
1925年廈門梨園戲團雙珠鳳曾聘請臺灣歌仔戲藝員去教戲，自此在閩南地區流行。1926年臺灣玉蘭班前往廈門新世界劇場連演四個月。1928年臺灣人前往福建省漳州龍海白礁慈濟宮謁祖時，聘請臺灣歌仔戲班三樂軒前往演出酬神，曾在廈門演出，引起當地轟動。其後閩南地區便紛紛組成歌仔戲班。當時到中國教戲的臺灣演員有戴水寶、溫紅塗等，以溫紅塗的影響最大。
福建當地藝員邵江海、林文祥都是台灣歌仔戲藝員溫紅塗的學生，他們的同學還有王錦泉、吳泰山、盧培森等人，他們兩人據歌仔戲曲調加以變革，成為「改良調」（以台灣後來稱為「都馬調」的「雜碎仔調」為主的系列曲調，雜碎在這裡是什錦的意思），組演所謂改良戲，日治時期的台灣樂器被查禁，邵江海、林文祥等人用南管（泉州南音）的樂器「三弦」（皮面，共鳴箱蒙蟒皮或蛇皮）和「洞簫」（即「尺八」；比民樂的洞簫要長，有時也用民樂洞簫。注：這裏指的民樂何意？中國洞簫可略分為北簫及南簫。南簫保留舊制，而北簫在規制上，一般都長於南簫。尺八仍是唐制「篴、通洞」，一尺八寸，九竹節的規制。民樂洞簫是指廣東民樂，或另有所指？）代替台灣月琴和台灣品仔（笛），主弦（領奏琴師）的胡琴類樂器殼子弦、大廣弦則用新發明的六角弦代替，躲過國民政府取締。
1949年，台海兩岸分治之前。廈門都馬班前往台灣演出，引入都馬調。大陸政權易手之後，都馬班則留在台灣演出。中共建政後，於1953年將歌仔戲改稱薌劇，而歌仔則統稱錦歌。此後發展與台灣歌仔戲（薌劇）漸異。
薌劇在中國政治運動及文藝政策影響下，進行許多變革，許多題材都曾被禁演，而改演具有濃厚政治意識形態的劇目。文化大革命期間，更難逃樣板戲的襲捲，因而受到京劇極大的影響。而在中國改革開放後，樣板戲的影響雖少了，然而目前的演出形式仍然與民間審美差異極大，受到其他劇種影響，普通話的語言形式和京劇影子仍然隨處可見。在行腔上也採真假嗓互用的方式，與台灣用本嗓的方式不同。
閩南歌仔戲在中國戲曲改革、戲曲現代化的大潮下，創作演出了許多歌仔戲現代戲（現代歌仔戲；時裝歌仔戲）：如從話劇改編，刻劃1927年8月1日南昌起義的《八一風暴》、從1960年謝晉電影與1964年吳祖強作曲芭蕾舞劇《紅色娘子軍》改編的《瓊花》、描繪台灣二二八事件（二二八事變；二二八人民起義）的《台民淚》等。
特別值得一提的是《碧水贊》這齣歌仔戲現代戲（薌劇現代戲）。
1963年夏，湯印光、陳志亮、吳毅、陳曙、薌人、莊明6人根據當時聞名全國的被譽為《榜山風格》的堵江抗旱事蹟開始編劇，1965年初，《碧水贊》劇本定稿，由龍溪專區薌劇團演出，1965年春，參加華東區戲曲現代戲觀摩會演，1965年4月，劇本由上海文化出版社出版，並由文化部藝術局印發，向全國推薦。後來改編成話劇《龍江頌》，被列為樣板的現代京劇《龍江頌》就是話劇《龍江頌》改編的。（龍江指閩南的河流「九龍江」）。
目前閩南的廈門市已恢復使用「歌仔戲」名稱多年，而廈門的「廈門市歌仔戲劇團」和漳州的「漳州市薌劇團」是閩南最有代表性的2大歌仔戲劇團（薌劇團），它們都是公營劇團（國家劇團）。目前除了公立劇團外，閩南地區也有數百個民間劇團。
北京中國戲曲學院表演系於1998年與廈門戲曲舞蹈學校（廈門藝術學校）合作開辦1屆歌仔戲大專（專科）班，全名「中國戲曲學院歌仔戲大專班」，培養出18個歌仔戲大專（專科）畢業生。
福建漳州市薌劇團以台灣小說家洪醒夫原著小說《散戲》改編的薌劇現代戲（歌仔戲現代戲；時裝戲）《戲魂》得到1992年中華人民共和國文化部第2屆文華獎的「文華新劇目獎」。
《戲魂》編劇楊聯源和方朝暉獲1992年中華人民共和國文化部第2屆文華獎的單項獎「文華劇作獎」。
鄭秀琴以飾演《戲魂》中章月嬌1角獲1992年中華人民共和國文化部第2屆文華獎的單項獎「文華表演獎」。
廈門市歌仔戲劇團在2007年以歌仔戲現代戲《邵江海》得到中華人民共和國文化部第12屆文華獎的「文華大獎」殊榮，是比「文華新劇目獎」更高的獎項，本屆戲曲類中國取6名，《邵江海》列第5。
《邵江海》編劇曾學文得到2007年中華人民共和國文化部第12屆文華獎的單項獎「文華劇作獎」。
《邵江海》導演韓劍英、黃天福 (歌仔戲)得到2007年中華人民共和國文化部第12屆文華獎的單項獎「文華導演獎」。
《邵江海》音樂設計江松民、朱偉捷得到2007年中華人民共和國文化部第12屆文華獎的單項獎「文華音樂創作獎」，朱偉捷是廈門市歌仔戲劇團主持工作的副團長。  
《邵江海》舞台美術設計黃永碤得到2007年中華人民共和國文化部第12屆文華獎的單項獎「文華舞台美術獎」。
鄭惠兵以飾演《邵江海》中邵江海1角得到2007年中華人民共和國文化部第12屆文華獎的單項獎「文華表演獎」。
蘇燕蓉以飾演《邵江海》中春花1角得到2007年中華人民共和國文化部第12屆文華獎的單項獎「文華表演獎」。
得到這些榮譽前，歌仔戲現代戲（時裝戲）《邵江海》已得到「中國戲劇節優秀劇目獎」、「中國戲劇獎曹禺劇本獎」、「中國全國地方戲優秀劇目評比展演1等獎」、「中國戲曲學會獎」、「中國共產黨中央宣傳部5個1工程獎」。
2006年5月20日，福建漳州和廈門的歌仔戲被列進中華人民共和國國務院公布的第1批518項「國家級非物質文化遺產」，序號208，編號 Ⅳ—64。
2008年1月26日，4位歌仔戲表演藝術家列進中華人民共和國國務院發表的《第2批國家級非物質文化遺產項目代表性傳承人名單》：漳州的鄭秀琴和吳茲明（《戲魂》的導演）；廈門的紀招治和陳志明 (歌仔戲)。

### 海峽兩岸歌仔戲交流
目前中國大陸歌仔戲界常透過學術研討會、電視等媒介與台灣歌仔戲交流，台灣歌仔戲研究者王振義、台灣歌仔戲音樂家許再添、台灣歌仔戲演員呂福祿等人曾應邀到閩南參訪，台灣演員廖瓊枝、王蘭花、張秀琴、呂雪鳳、張麗春、莊金梅、杜玉琴、石惠君、許亞芬等曾應邀到閩南表演，台灣歌仔戲劇團明華園曾應邀到北京公演。
而中國的國家一級演員鄭秀琴（她是邵江海和林文祥的學生，做過漳州市薌劇團團長）曾多次到台灣表演，該團主弦（領奏琴師）鄭解放、楊森林也數度到台灣演奏，該團的中國國家一級演員作曲員陳彬 (歌仔戲)曾到台灣編曲作曲，在台灣的作品有《李娃傳》（柯銘峰主弦，鄭松江司鼓，鄭松江原任漳州市薌劇團鼓師，現已退休）、《長生殿》（楊森林主弦，王清松司鼓）等。
廈門市歌仔戲劇團2006年首度到台灣巡迴，獻演歌仔戲現代戲（現代歌仔戲；時裝歌仔戲）《邵江海》（這部戲的台灣首演是2006年9月18日，在台北市，廈門市歌仔戲劇團特別在台灣發行本劇的DVD並舉行簽名會，DVD是2005年12月錄製）、新編古裝歌仔戲《竇娥冤》等多部戲，主弦許永仁，鼓師林德和，《竇娥冤》經台灣公共電視全劇實況錄影，多次轉播。
《邵江海》的音樂由任職該團的中國國家一級作曲員江松民和朱偉捷設計，江松民筆名山風，原任職漳州市薌劇團，曾多次受邀到台灣給歌仔戲團設計音樂，在台灣的作品有《梨園天神》（劉文亮主弦並合作音樂設計，王清松司鼓）、《濟公活佛》江松民音樂設計版（另有許再添擔任主弦的早期版等幾個不同版本）、《燕雲十六州》、《鬼駙馬》（陳孟亮主弦並合作音樂設計，莊步超司鼓）等。
陳彬（編曲）、林德和（鼓師，做過廈門市歌仔戲劇團副團長）、鄭解放（主弦）曾在台灣宜蘭縣的宜蘭市合作1場「歌仔戲主題音樂會」（在台灣的國立傳統藝術中心主辦，2001年8月31日在宜蘭縣政府文化局演藝廳世界首演）的閩南歌仔戲部分；台灣歌仔戲部分由柯銘峰（編曲）、朱作民（鼓師）、劉文亮（主弦）合作，並由台灣的國立傳統藝術中心出版實況錄影光碟。

## 外部連結
- 中国非物质文化遗产网